# Teucholabis subleridensis
Teucholabis subleridensis är en tvåvingeart som beskrevs av Alexander 1938. Teucholabis subleridensis ingår i släktet Teucholabis och familjen småharkrankar.
Artens utbredningsområde är Panama. Inga underarter finns listade i Catalogue of Life.